# Рогачи (Берёзовский район)
Рогачи (бел. Рагачы) — деревня в Берёзовском районе Брестской области Белоруссии. Входит в состав Селецкого сельсовета.

## География
Деревня находится в центральной части Брестской области, на левом берегу реки Ясельды, при автодороге Н-95, на расстоянии приблизительно 17 километров (по прямой) к северо-западу от города Берёза, административного центра района. Абсолютная высота — 154 метра над уровнем моря. Площадь населённого пункта — 0,0911 км².

## История
По состоянию на 1905 год, в Рогачах проживало 147 человек. В административном отношении деревня входила в состав Носковской волости Пружанского уезда Гродненской губернии.
Согласно Рижскому мирному договору (1921), деревня вошла в состав межвоенной Польши. Входила в состав гмины Носки Пружанского повета Полесского воеводства Польши. В 1921 году числилось 127 жителей, проживавших в 23 домах. В этническом составе населения того периода поляки составляли 100 %. В конфессиональном составе населения преобладали католики (59 %) и православные христиане (41 %).
С 1939 года в БССР, с 1940 года деревня в составе Сошицкого сельсовета.

## Население
По данным переписи 2019 года, в деревне проживало 6 человек.
| Год  | Население, человек |
| ---- | ------------------ |
| 1905 | 176                |
| 1921 | ↘ 127              |
| 2009 | ↘ 12               |
| 2019 | ↘ 6                |